# Paul Félix Vincensini

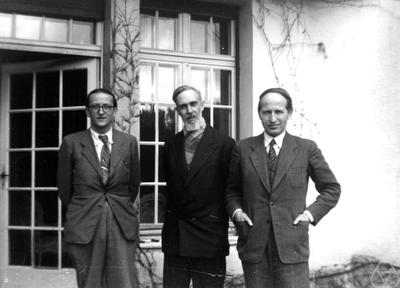
Da esquerda para a direita: Georges Reeb, Paul Vincensini e Charles Ehresmann, em uma conferência sobre topologia no Instituto de Pesquisas Matemáticas de Oberwolfach, 1949

Paul Félix Vincensini (Bastia, 30 de abril de 1896 – La Ciotat, 9 de agosto de 1978) foi um matemático francês.
Obteve um doutorado em 1927 na Universidade de Toulouse, com a tese Sur trois types de congruences rectilignes. Em 1945, trabalhando como professor da Universidade de Franche-Comté, recebeu o Prêmio Charles Dupin da Académie des Sciences, por seu trabalho sobre geometria avançada. Em 1949 foi para a Universidade de Aix-Marselha.
Foi palestrante convidado do Congresso Internacional de Matemáticos em Zurique (1932) e em Massachusetts (1950: Sur certains réseaux tracés sur une surface  et leur rôle en géométrie différentielle).

## Publicações selecionadas
- Paul Félix Vincensini (setembro de 1950). «Sur certains réseaux tracés sur une surface  et leur rôle en géométrie différentielle». In:  Lawrence M. Graves and Paul A. Smith and Einar Hille and  Oscar Zariski. Proc. International Congress of Mathematicians (PDF). [S.l.]: American Mathematical Society. 509 páginas[ligação inativa]
- Paul Félix Vincensini (1957). «Vue d'ensemble sur l'oevre geometrique de Luigi Bianchi». Rendiconti del Seminario Matematico. 16: 115–157
- Paul Félix Vincensini (novembro de 1958). «Sur une représentation dans E4 des Congruences W à nappes focales règlées de E3». Archiv der Mathematik 1. XI. 9 (4): 360–365
- Vincensini, P. (1972). «La geometrie differentielle aux XIX siecle». Scientia. 101: 617—696